# 잇손이치야마
잇손이치야마(일본어: 一村一山)는 동일본 여객철도가 우에노 - 도아이 구간을 도호쿠 본선·다카사키선·조에쓰선을 경유해서 운행하는 임시 쾌속열차의 애칭이다.

## 운행 형태
이 열차는 JR 동일본이 주최하는 워킹이벤트 에키카라 하이킹에 맞추어 조에쓰선 연선의 이벤트 실시일에 운전된다. 열차명은 JR 동일본 다카사키 지사가 조에쓰선 관광의 캐치프레스 '잇손이치야마 조에쓰선'에서 유래하였다. 열차는 일부 지정석으로 전차 보통차로 운행되며, 매년 7월과 9월에 1왕복으로 저빈도로 운행되며, 사용 차량인 183계에는 전용 일러스트가 들어간 헤드마크가 사용된다.

### 정차역
- 우에노 - 아카바네 - 우라와 - 오미야 - 아게오 - 오케가와 - 기타모토 - 고노스 - 구마가야 - 후카야 - 혼조 - 다카사키 - 신마에바시 - 시부카와 - 누마타 - 미나카미 - 도아이

### 차량
설정 초기에는 동일본 여객철도 신마에바시 전차구 소속의 165계가 사용되었다가 2003년 이후로는 오미야 종합 차량 센터에 소속된 183계(6량 편성)이 사용되고 있다.

## 연혁
- 2001년 : 운행이 개시됨. 운행 구간은 신주쿠 - 에치고유자와 구간으로, 165계가 사용되었다.
- 2003년 : 사용 차량을 183계로 변경함.
- 2004년 : 신주쿠 착발에서 우에노 착발로 변경함. 이 때문에, 신주쿠, 이케부쿠로를 경유하지 않고 우라와를 경유하게 됨.
- 2005년 : 에치고유자와 착발에서 도아이 착발로 변경함. 또한, 고칸역을 통과하게 됨.